# Варварівка (Пологівський район)
Варва́рівка — село в Україні, у Воздвижівській сільській громаді Пологівського району Запорізької області. Населення становить 257 осіб. До 2020 року орган місцевого самоврядування — Добропільська сільська рада.

## Географія
Село Варварівка розташоване за 104 км від обласного центру, 32 км від районного центру, на правому березі річки Гайчул, вище за течією на відстані 11 км розташоване місто Гуляйполе, нижче за течією на відстані 6 км розташоване село Добропілля, на протилежному березі — села Прилуки, Оленокостянтинівка та Зелене. Село витягнуто вздовж річки на 6 км. Через село пролягає автошлях регіонального значення Р85.

## Історія
Село отримало назву на честь святої Варвари. Офіційно село Варварівка згадується вже на початку XIX століття, засновано у 1827 році. Пише про неї і Д. І. Яворницький: «Из Гуляй-Поля, миновав л. Варваровку. хуторы Полешка и Кригера, мы добрались до д. Екатерининской того же Александровского уезда, на р. Гайчуле…»
Офіційно відомо, що у 1848 році селяни-бідняки переселились на вільні землі, які раніше належали пану Женєєву. Першими прибули сюди родини Брацило, Горпиничі, Кучеряві та Третяки.
У Варварівці тривалий час через відсутність школи не було жодної письменної людини. Лише у 1885 році в селі відкрилась пересувна земська школа, до якої ходило 35 учнів. Селяни наймали учителя із села Любимівки. Він вчив дітей тільки свята Різдва, а потім приїздив пан із села Гнидівки і приймав екзамени. З настанням весняно-польових робіт всі діти разом з батьками працювали в полі. Перша постійна однокласова школа у Варварівці відкрита у 1889 році. За своїм статусом вона була земською. У 1890/1891 навчальному році її відвідував 31 учень.
7 (20) листопада 1917 року, відповідно до Третього Універсалу Української Центральної Ради, увійшло до складу Української Народної Республіки.
Біля села Варварівка досліджені кургани доби бронзи.
19 липня 2020 року, в результаті адміністративно-територіальної реформи та ліквідації Гуляйпільського району, село увійшло до складу новоутвореного Пологівського району.

## Населення
Згідно з переписом УРСР 1989 року чисельність наявного населення села становила 441 особа, з яких 181 чоловік та 260 жінок.
За переписом населення України 2001 року в селі мешкало 365 осіб.

### Мова
Розподіл населення за рідною мовою за даними перепису 2001 року:
| Мова       | Кількість | Відсоток |
| ---------- | --------- | -------- |
| українська | 361       | 98.1%    |
| російська  | 7         | 1.9%     |
| Усього     | 368       | 100%     |

## Природні ресурси

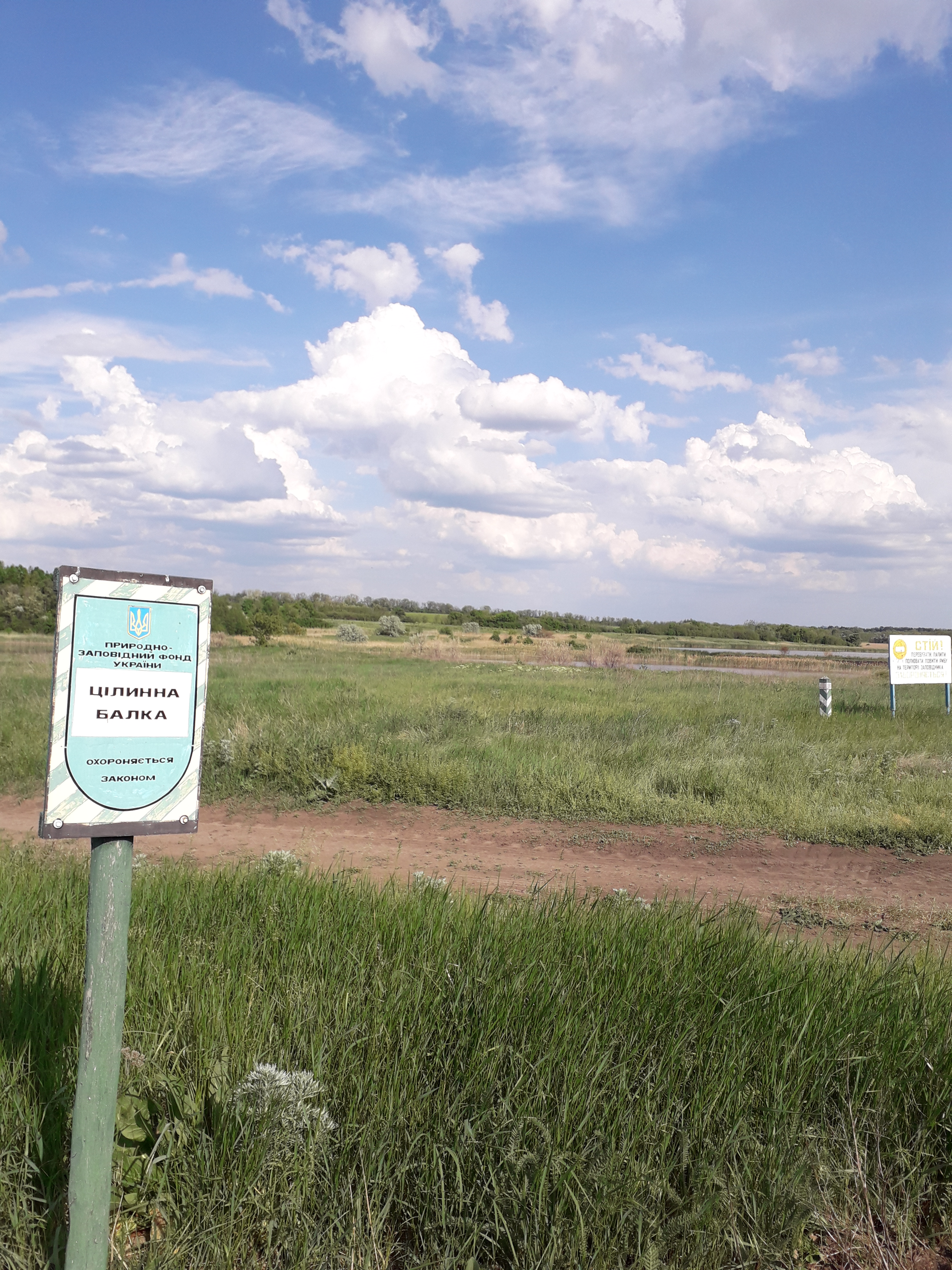
Роздольненська цілинна балка

В селі знаходяться об'єкти природно-заповідного фонду: Балка Кімличка (Калмичка), Роздольненська цілинна балка, Скотовата Балка.

## Відомі особи
Уродженці села:
- Горпинич Володимир Олександрович (нар. 1927) — український мовознавець.
- Горпинич Володимир Прокопович (09.03.1941—11.06.2021) — відомий у 1969—2000-х роках агроном, насіннєвод, начальник Гуляйпільського заготівельного пункту «Сортнасіннєовоч» (1987 — 2006 рр.).